# Софі Шедер
Софі Шедер (нім. Sophie Scheder, нар. 7 січня, 1997 року, Вольфсбург, Німеччина) — німецька гімнастка, олімпійська медалістка.

## Виступи на Олімпіадах
| Олімпіада | Дисципліна         | Місце |
| --------- | ------------------ | ----- |
| Ріо 2016  | абсолютна першість | 23    |
| Ріо 2016  | командна першість  | 6     |
| Ріо 2016  | Різновисокі бруси  | 3     |